# Retrotortina fuscata
Retrotortina fuscata is een slakkensoort uit de familie van de Omalogyridae. De wetenschappelijke naam van de soort is voor het eerst geldig gepubliceerd in 1896 door Chaster.